# Anne Jean Marie René Savary
Anne Jean Marie René Savary, hertig av Rovigo, född den 26 april 1774 i Marcq, Ardennes, död den 2 juni 1833 i Paris, var en fransk militär. Han var morfar till Jean-Marie Georges Girard de Soubeyran.
Savary ingick 1790 vid ett kavalleriregemente och avancerade hastigt i graderna. År 1797 blev han skvadronchef och kämpade som adjutant under Desaix med utmärkelse vid Rhen, i Egypten och i Italien, särskilt i slaget vid Marengo (14 juni 1800). Savary blev nu adjutant åt Bonaparte och hans specielle förtrogne. År 1800 blev han överste, chef för gendarmeriet och direktör i hemliga polisen, till vars chef han befordrades 1802, och utnämndes samma år till brigadgeneral. Blint tillgiven Bonaparte, fick han åt honom utföra en mängd ömtåliga uppdrag, diplomatiska och militära, allt till sin herres belåtenhet. Bland annat ledd e han exekutionen av hertigen av Enghien och var måhända inblandad i mordet på Pichegru. I alla händelser mottog han stora nådevedermälen av kejsaren efter dessas avlägsnande. 
Som divisionsgeneral följde han Napoleon i 1805 och 1806 års fälttåg, tillika verksam som diplomat. Efter slaget vid Jena (1806) intog han de preussiska befästningarna vid Weser och besegrade i spetsen för 5:e armékåren ryssarna vid 
Ostrolenka 16 februari 1807. Efter slaget vid Friedland blev han guvernör i Ostpreussen och var efter Tilsitfreden samma år en kort tid fransk ambassadör i Sankt Petersburg. Efter hemkomsten till Frankrike blev han 1808 hertig av Rovigo, varmed följde en betydande dotation. Samma år lyckades han som sändebud i Spanien förmå dess kungafamilj att lämna landet och fara till Bayonne, där den fick veta, att "huset Bourbon upphört att regera". Savary återvände till Madrid, tog högsta befälet över trupperna där och understödde med vapenmakt Josef Bonapartes intåg som kung. 
Hans ynnest hos kejsaren steg alltjämt på bekostnad av Talleyrands och Fouchés, och han var ständigt i Napoleons närhet, ledsagade honom på det lysande mötet i Erfurt 1808, i kriget mot Österrike 1809 och i Spanien samt fick högsta ledningen över kejsarens personliga säkerhetspolis. År 1810 efterträdde han Fouché som polisminister och utövade som sådan ett sannskyldigt skräckvälde. Under "hundra dagarna"  (1815) blev han av Napoleon upphöjd till pär och chef för gendarmeriet. Efter slaget vid Waterloo åtföljde han kejsaren till "Bellerophon", men bad förgäves att få fara med till Sankt Helena. I stället fördes han som fånge till Malta, varifrån han dock flydde efter sju månader till Smyrna (8 april 1816). 
Efter att ha vistats en tid i Österrike och London återvände han 1819 till Frankrike, där han efter ett lysande försvar av Dupin blev benådad från det honom ådömda dödsstraffet. Han sysslade nu mest med författarskap, sökte i ett arbete rentvå sig från beskyllningen för mordet på hertigen av Enghien, vilket rojalisterna lade honom främst till last, samt utgav Mémoires du duc de Rovigo vour servir à l'histoire de l'empereur Napoleon (8 band, 1828; ny upplaga i 9 band 1900 ff.), ett synnerligen intressant, ehuru föga trovärdigt arbete. Efter julirevolutionen (1830) fick han av Ludvig Filip överbefälet för de franska trupperna i Algeriet, där han bland annat erövrade Bône och kraftigt främjade kolonisationen, men samtidigt for fram med stor grymhet mot de infödda.